# Abbazia di Muri-Gries

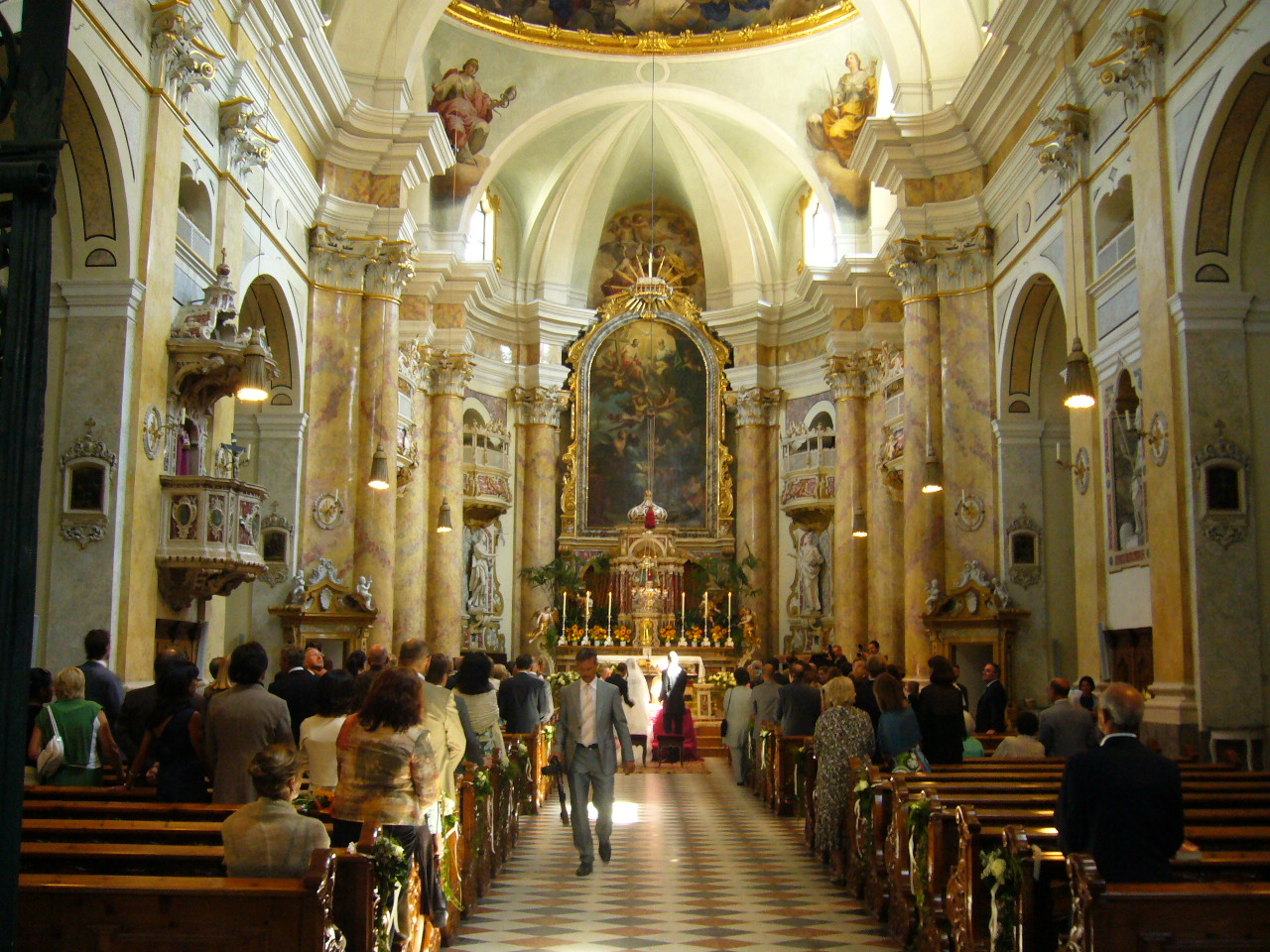
Interno chiesa

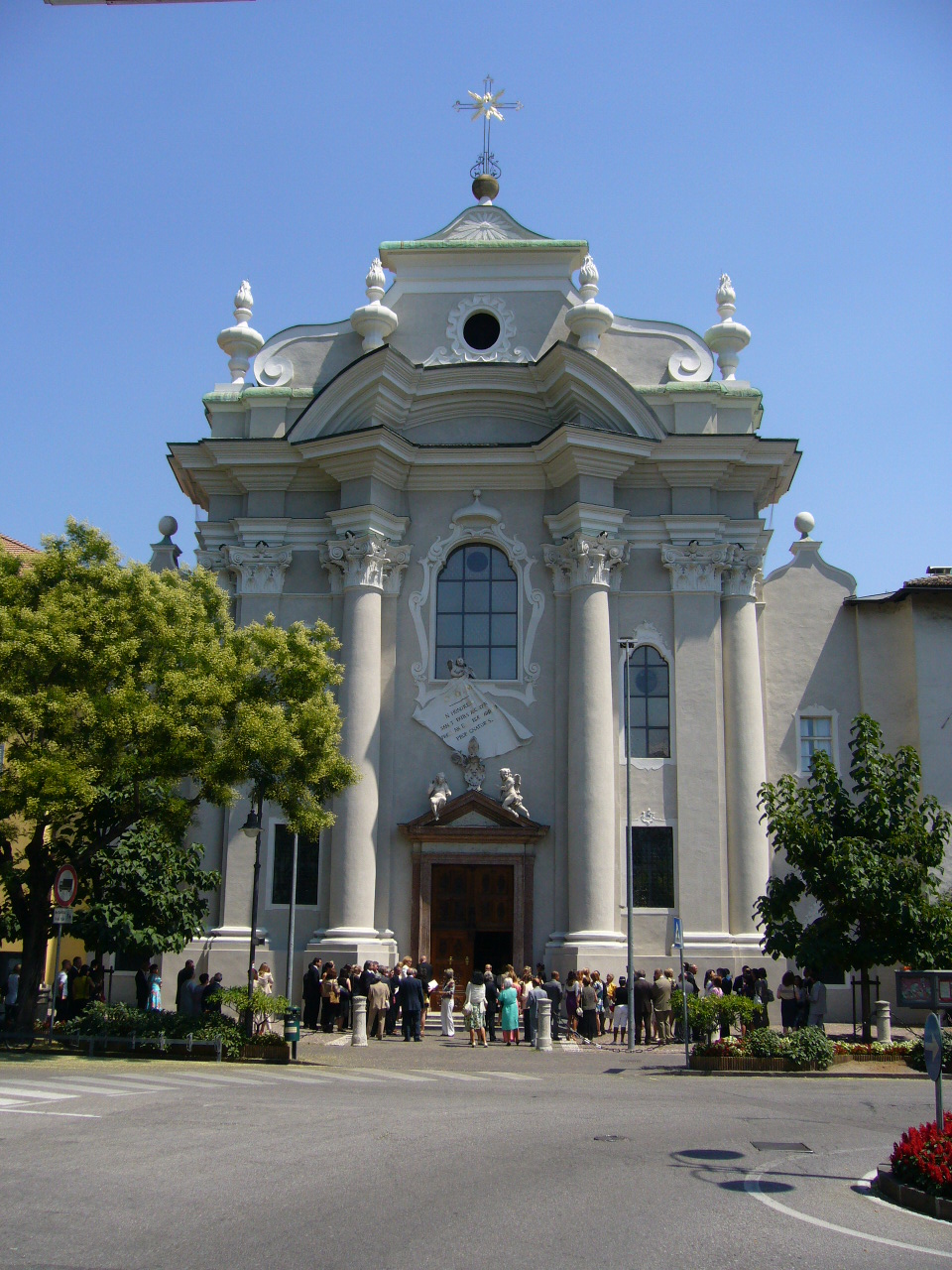
Facciata della chiesa

L'abbazia di Muri-Gries a Bolzano forma, insieme all'attigua chiesa di Sant'Agostino, un unico complesso appartenente ai monaci benedettini dell'abbazia di Muri in Argovia (Svizzera), in tedesco è chiamata Abtei Muri-Gries. Nonostante si trovi in Italia, appartiene, per ragioni storiche, alla Congregazione benedettina di Svizzera.
L'abbazia è situata nel pieno centro dello storico quartiere bolzanino di Gries sull'omonima piazza. L'abbazia è contigua alla barocca chiesa di Sant'Agostino e i due edifici costituiscono il tratto caratteristico del quartiere.

## Storia
L'antico complesso del XII-XIII secolo era inizialmente il castello principesco di Gries, territorio che, al contrario del nucleo storico di Bolzano, era sotto il controllo diretto dei conti di Tirolo e non quello del principe vescovo di Trento. Il mastio delle mura è ora il campanile. Il 22 febbraio 1406 l'arciduca Leopoldo IV d'Asburgo donò il castello ai canonici agostiniani in seguito all'abbandono forzato del convento di Santa Maria in Augia, i cui resti sono visibili nel quartiere Don Bosco. Dopo la secolarizzazione la chiesa venne donata ai benedettini provenienti dall'abbazia di Muri in Argovia. Oggi la struttura costituisce un importante centro culturale di Gries. La torre del Convento regge un notevole concerto di 9 campane installate a "slancio tirolese", un caratteristico sistema di suono in uso nella zona. La campana maggiore chiamata Augustinusglocke, un Lab 2 del peso di 5.026 kg, è considerata musicalmente un'ottima campana; essa venne fusa dalla fonderia Chiappani di Trento nel 1895.

## Cantina
La zona di Gries è famosa per la produzione di vino Lagrein e i canonici gestiscono dal 1788 una cantina vinicola all'interno dell'abbazia, la Stiftskellerei. All'interno è conservato un torchio in legno risalente al 1549.

## Museo dei Presepi
All'interno della torre romanica è conservata una collezione di presepi antichi e una mostra dell'attuale produzione artistica di presepi in Alto Adige, la Krippenmuseum, nonché figure di arte popolare. Il più antico presepe risale al 1750. Il Museo è visitabile nel periodo (pre-)natalizio.

## Biblioteca
L'abbazia detiene, oltre a un importante archivio storico e un notevole fondo fotografico, una ricca biblioteca storica, completamente informatizzata.